# Емма Томпсон
Дама-командор Е́мма То́мпсон (англ. Dame Emma Thompson; нар. 15 квітня 1959, Паддінгтон) — британська театральна та кіноакторка, сценаристка, продюсерка, комікеса, феміністка, екоактивістка, ВІЛ/СНІД-активістка, письменниця. Як акторка і сценаристка Томпсон отримала найпрестижніші премії в кіноіндустрії: дві премії «Оскар» (1993, 1996), дві премії «Золотий глобус» (1993, 1996), дві премії Британської академії кіно (БАФТА) (1993, 1996), телевізійну премію Британської академії (1988) та прайм-тайм премію «Еммі» (1998).

## Біографія

### Ранні роки
Народилась в Лондоні 15 квітня 1959 року. Батько — англійський актор Ерік Томпсон (англ. Eric Thompson). Мати — шотландська акторка Філліда Лоу (англ. Phyllida Law), грала разом з Еммою в кількох фільмах. Сестра, Софі Томпсон (англ. Sophie Thompson) — також акторка. Дитиною Емма навчалась в школі для дівчат в Камдені (район в Лондоні).

### Студентські роки
В підлітковому віці Томпсон цікавилась мовами та літературою. Вона успішно здала екзамени з англійської, французької та латинської мов, після чого у 1977 отримала стипендію на вивчення англійської мови в коледжі Ньюмен в Кембриджі. Під час навчання в коледжі вона потрапила у престижний театральний клуб «Рампа» (англ. Footlights) при Кембриджському університеті, де стала першою жінкою-учасницею клубу. У 1980 вона стала віцепрезиденткою цього театрального клубу і співрежисеркою першої жіночої ревю-трупи «Жіноча година» (ревю — це жанр театрального мистецтва, в якому поєднуються музика, танці та скетчі). У 1981 році Емма Томпсон разом зі своєю трупою отримала перемогу на фестивалі в Единбурзі. Коледж закінчила з відзнакою.

## Кар'єра

### 1980-ті: рання робота та прорив
Першу професійну роль Томпсон отримала в 1982 році, у театральній версії популярного комедійного шоу «Не новини о дев'ятій годині» (Not the Nine O'Clock News). Потім вона отримала невелику роль у комедійному серіалі на місцевому каналі ITV «Немає про що турбуватися!» (There's Nothing to Worry About!) (1982).
У 1983 році акторка з'явилась у шоу на каналі BBC «Кришталевий куб» (The Crystal Cube) (1983), який створили Стівен Фрай та Г'ю Лорі (пізніше, у 1988, вона знову співпрацювала з ними у шоу BBC «Radio 4 Saturday Night Fry»).
У 1985 акторка зіграла Саллі Сміт у музичній виставі «Я і моя дівчина» в театрі Вест Енд в Лондоні.. Томпсон виходила на сцену в цій ролі 15 місяців. За цю роль акторка отримала схвальні відгуки.
Прорив Томпсон здійснила у 1987 році у головних ролях одразу в двох мінісеріалах на телеканалі ВВС «Доля війни» (Fortunes of War) і «Тутті Фрутті» (Tutti Frutti). За них вона у 1988 році отримала премію Бафта за найкращу жіночу роль.
У 1989 році Томпсон дебютувала в повнометражному фільмі  британській романтичній комедії «Високий хлопець». Хоч фільм і не став популярним, проте критика дала позитивну оцінку роботі Томсон. Зокрема, кінокритика The New York Times назвала її «надзвичайно різнобічною комічною акторкою».

### 1990-ті: визнання критики та прорив у Голлівуді
У 1990-му Емма Томпсон грала в театрі в п'єсах Шекспіра «Сон в літню ніч» та «Король Лір». Ці вистави ставив її перший чоловік Кеннет Брана.
В 1991 Томпсон повернулась до кіно, виконавши роль другого плану в фільмі «Експромт». За цю роль вона була номінована на найкращу акторку другого плану премії Independent Spirit Award.
Цього ж року Томпсон з'явилась у повнометражному фільмі «Померти знову» (1991), режисером в якому був Брана. Фільм доволі високо оцінила аудиторія, його оцінка на сервісі IMDb — 6.9 з 10.
Голлівудський прорив Емми Томпсон стався у 1992 році, після однієї з головних ролей у драмі «Маєток Говардс Енд» (з Ентоні Гопкінсом та Геленою Бонем Картер). Критика високо оцінила гру Томпсон. Зокрема, відомий сценарист і кінокритик, лауреат Пулітцерівської премії Роджер Еберт у своїй рецензії зазначив: «Емма Томпсон чудова в центральній ролі: тиха, іронічна, спостережлива, зі сталевим стержнем усередені».. Фільм отримав 49 номінацій та 32 нагороди, в тому числі 3 Оскари, з яких один для Емми Томпсон у номінації «Найкраща акторка головної ролі».. Крім цього, Томпсон отримала за цей фільм й інші відомі нагороди — Золотий глобус та премію БАФТА. Журналіст The New York Times зазначив, що акторка «майже за одну добу досягла міжнародного успіху».
У 1993 Томпсон знялася ще в одному фільмі з Ентоні Гопкінсом – «Наприкінці дня». Фільм мав комерційний успіх, також його позитивно оцінила аудиторія та критика. На IMDb фільм отримав рейтинг 7.8 з 10. Згодом Томпсон в інтерв'ю BBC назвала фільм чудовим досвідом для своєї кар'єри і «шедевром стриманих емоцій». Стрічка була номінована на 8 Оскарів, в тому числі й Емма Томпсон (в категорії «за найкращу жіночу роль»).
Того ж року акторка була номінована ще на один Оскар – у категорії «Найкраща жіноча роль другого плану» за роль у фільмі «В ім'я батька» (1993). Завдяки цьому Томпсон стала восьмою акторкою за всю історію премії, яка була номінована на Оскари в двох категоріях за один рік.
У 1995 році Томпсон взяла участь як сценаристка у створенні фільму «Розум і почуття». Томпсон протягом 5 років працювала над адаптацією сценарію на основі однойменного роману Джейн Остін. Вона виконала роль однієї з трьох стестер (Елінор Дешвуд). Разом із Томпсон головні ролі зіграли Алан Рікман, Кейт Вінслет і Г'ю Грант (а одну з другорядних ролей – Г'ю Лорі). Фільм отримав шалений успіх і вважається однією з найкращих екранізацій Джейн Остін. На сайті Rotten Tomatoes фільм отримав рейтинг 97 % від кінокритики і 90 % від аудиторії. Стрічка була номінована на 7 Оскарів і виграла один. Томпсон отримала третю в своїй кар'єрі номінацію за найкращу жіночу роль і перемогу в номінації «Найкращий адаптований сценарій». Таким чином Емма Томпсон стала першою і єдиною досі акторкою, яка отримала Оскар і за акторську майстерність, і за написання сценарію. За цей фільм вона також отримала другу в своїй кар'єрі премію БАФТА за найкращу жіночу роль та премію Золотий глобус за найкращий сценарій.
У 1999 році Томпсон народила доньку і вирішила зменшити навантаження у зйомках. У 1999 і 2000 грала лише в невеликих епізодичних ролях.

### 2000—2010: успішне повернення до кар'єри
У 2001 році Томпсон зіграла лише в одному фільмі – драмі «Дотепність» (Wit). Фільм був знятий на основі п'єси, за яку авторка, Маргарет Едсон, отримала Пулітцерівську премію. Томпсон погодилась узяти роль через переконання, що "сценарій цього фільму – один з найкращих, серед тих, що вийшли в Америці".. Вона втілила головну героїню — хвору на рак яєчників професорку Гарвардського університету. Томпсон провела кілька місяців репетицій, щоб правильно передати складний характер і драму головної героїні. Також для ролі вона поголила голову. Кінокритика була в захваті від гри та проживання ролі Еммою Томпсон,. За фільм Томпсон була номінована на премії Золотий глобус, Еммі та премію Гільдії кіноакторів США «за найкращу жіночу роль у мінісеріалі або телефільмі».
У 2002-му акторка продовжила утримуватись від ролей, виховуючи доньку. В цьому році вона лише озвучила персонажку гри «Планета скарбів» для Play Station (капітанку Амелію).
У 2003 році Томпсон частково повернулась до кар'єри. Зокрема, вона зіграла в одному з найвідоміших фільмів за її участі – «Реальна любов». Фільм отримав позитивні відгуки від критики та аудиторії. Томпсон втілила дружину, яка підозрює свого чоловіка у зраді. Критика назвала сцену з плачем Томпсон «найкращим плачем на телеекранах».. Згодом вона в інтерв'ю розповіла, що їй нескладно було зіграти роль: «У мене було багато життєвого досвіду, коли я плакала в спальні, а потім виходила і мусила бути веселою, збирати шматочки свого серця і класти у шухляду».
Ще одна успішна роль у 2003 році — в мінісеріалі від HBO «Янголи в Америці» спільно з Аль Пачіно та Меріл Стріп. Сюжет серіалу стосується епідемії СНІДу в Америці часів Президента Рейгана. Томпсон виконала в серіалі одразу 3 ролі: медсестру, бездомну жінку та головну роль. За цю роботу знову номінувалася на Еммі.

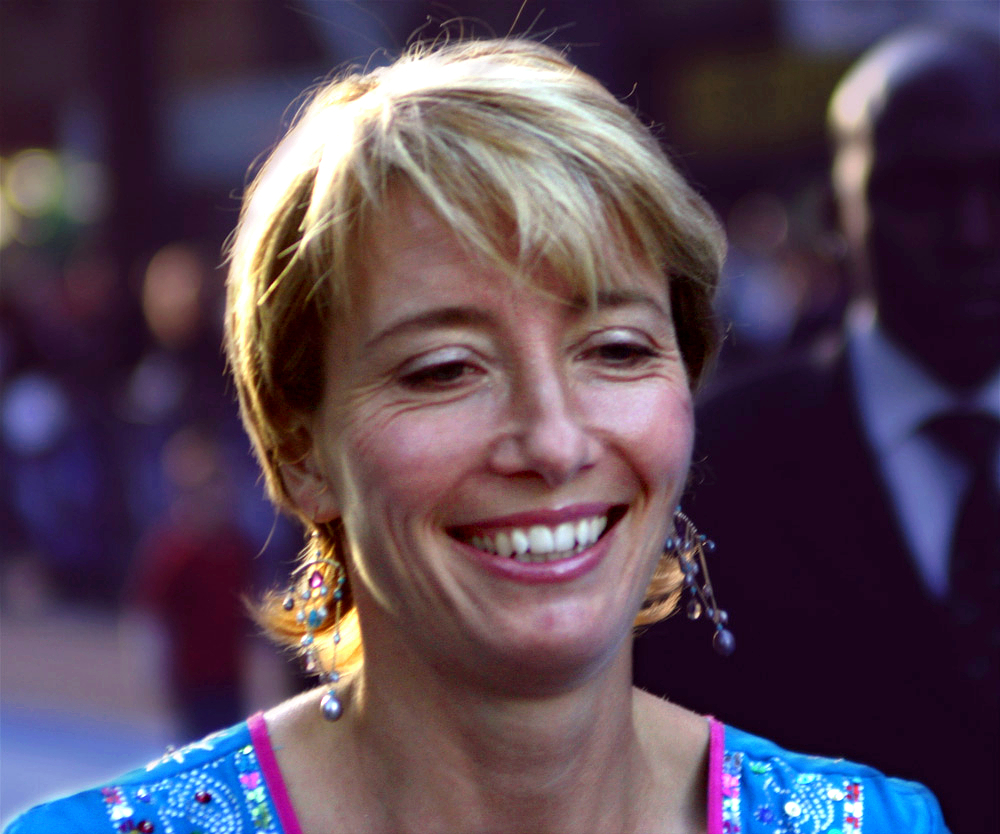
На прем'єрі фільму «Моя жахлива няня», 2005 рік

У 2004 році Томпсон долучилась до акторського складу серії фільмів про Гаррі Поттера. Перша її поява в популярній франшизі – в ролі ексцентричної вчительки ворожінь Сивілли Трелоні у третьому фільмі «Гаррі Поттер і в'язень Азкабану» (2007). Згодом вона повторила свою роль у п'ятій серії фільмів «Гаррі Поттер і Орден Фенікса», а також в останньому фільмі – «Гаррі Поттер і Смертельні реліквії: Частина 2» (2011).
У 2005 році вийшов проєкт, над яким Томпсон працювала 9 років. Вона створила сценарій для дитячого фільму «Моя жахлива няня» (або дослівно: «Няня Макфі»), в основі якого – неприваблива няня, яка має дисциплінувати групу дітей. Крім роботи над сценарієм, Томпсон також виконала головну роль (няні) спільно з Коліном Фертом та Анджелою Ленсбері. Фільм став дуже успішним, посівши перше місце в прокаті Великої Британії і заробивши понад 123 мільйони доларів по всьому світу (бюджет фільму складав $25 мільйонів).
Ще один доволі успішний фільм, за який Томпсон отримала позитивні відгуки аудиторії та критики – «Останній шанс Гарві>» (2008). Емма Томпсон зіграла з Дастіном Гоффманом самотню пару середніх років, які починають стосунки. За ці ролі обоє отримали номінації на Золотий глобус. Критика відзначила, що «Томпсон і Гоффман створили потрібну магію у фільмі. Завдяки їм цей фільм запам'ятається».
Через 5 років після фільму «Моя жахлива няня», у 2010-му, Томпсон повторила роль няні Макфі у продовженні – «Моя жахлива няня: Великий бум».
Того ж року знову зіграла в дуеті з Аланом Рікманом, у телевізійному фільмі від BBC «Пісня Ланчу», пару, яка зустрілася в ресторані через 15 років після завершення своїх стосунків. Це телевізійна версія однойменної романтично-драматичної поеми Крістофера Ріда. Фільм доволі короткий — триває всього 50 хвилин. Стрічка принесла акторці четверту номінацію на премію Еммі.

### 2011—2021: зйомки в блокбастерах та фільмах студії Дісней
У 2012 році Емма Томпсон з'явилась у великобюджетному голлівудському блокбастері «Люди в чорному 3». Ця науково-фантастична комедія стала одним з найкасовіших фільмів, у яких грала Томпсон (касові збори склали понад 620 млн доларів).

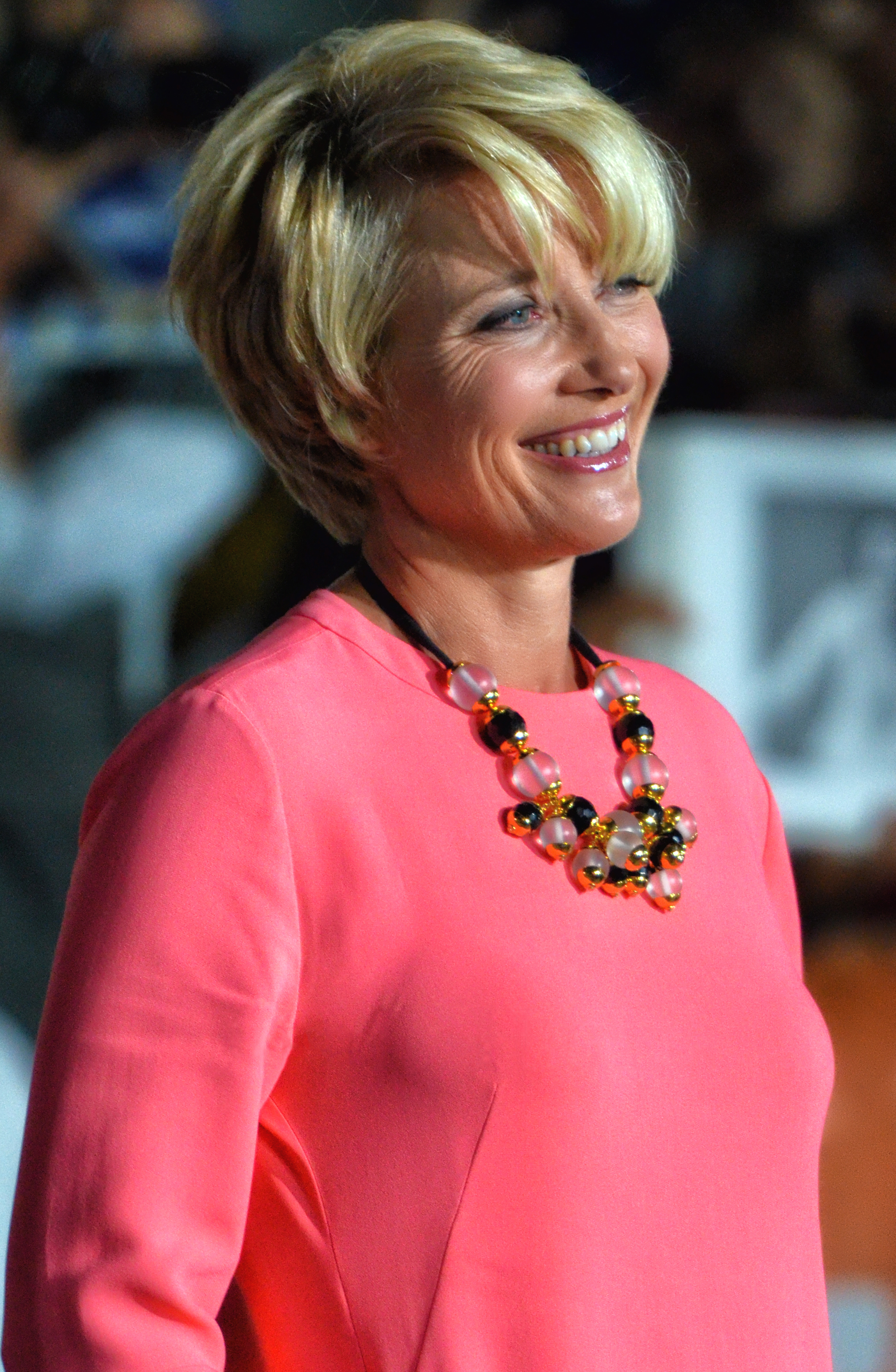
На прем'єрі фільму «Як вкрасти діамант», 2013 рік

У 2012 Емма Томпсон двічі втілювала королев: озвучуючи персонажку мультфільму студії Pixar «Відважна» (королеву Елінор, матір головної героїні); королеву Єлизавету II в британській телевізійній п'єсі «Playhouse Presents».
2013 року Томпсон зіграла лиходійку в фентезійній мелодрамі «Прекрасні створіння». Фільм провалився і в оглядах кінокритики, і в рейтингах переглядів. Зокрема, на сервісі Rotten Tomatoes фільм отримав «гнилий помідор» (негативну оцінку кінокритики) і рейтинг 54 % зі 100 % від глядачів та глядачок.
Наступний фільм, який вийшов з Еммою Томпсон у 2013 році, був значно вдалішим. Вона виконала одну з головних ролей: письменницю у біографічній комедійній драмі «Порятунок містера Бенкса» від кінокомпанії Walt Disney Pictures. Акторка зіграла в головних ролях спільно з Томом Генксом. Томпсон заявила, що це найкращий сценарій, який вона читала за останні роки, і була рада, що їй запропонували роль. Вона вважала цю роль однією з найскладніших у своїй кар'єрі, бо «ніколи, насправді ніколи не грала нікого настільки суперечливого чи складного» Критика зазначила, що роль Томпсон – «одна з найкращих її ролей за останні роки» і те, що акторка «принесла глибину в передбачуваний фільм».
2015-го вийшло три фільми з участю Емми Томпсон. Найуспішніший — «Легенда про Барні Томсона», в якому вона зіграла 77-річну колишню повії з Шотландії (матір головного героя), працюючи у віковому гримі, що зістарював її на 20 років. І хоч фільм отримав посередні відгуки від аудиторії та кінокритики, остання позитивно відгукувалася про гру Томпсон. Більшість критиків відзначили чудове перевтілення акторки і те, що «вона додала іскри цьому фільму».
У 2016 вийшов фільм «Дитина Бріджит Джонс», в якому Томпсон спробувала себе в ролі сценаристки романтичної комедії, а також виконала епізодичну роль лікарки.
У 2017 вийшов музичний фільм «Красуня і Чудовисько» від компанії Walt Disney Animation Studios, в якому Емма Томпсон озвучила місіс Поттс — економку замку, яку закляття відьми перетворило на чайник. Фільм став найкасовішим серед тих, в яких акторка брала участь: касові збори склали понад 1.2 мільярда доларів.
Найуспішнішою роллю Томпсон у 2018 році стала головна роль у соціальній драмі «Закон про дітей». Вона втілила суддю, котра розглядає справу, в якій батьки відмовились лікувати свого сина від раку через релігійні переконання.
2019-го вийшла драматична комедія з Томпсон у головній ролі – «Пізній вечір». Томпсон зіграла Кетрін Ньюбері, ведучу вечірнього комедійного шоу, в якого стрімко падають рейтинги. Практично всі кінокритики позитивно відгукнулись про гру Томпсон. Зокрема, зазначали, що «холодна відьма, яку грає Томпсон, можливо навіть перевершила роль Меріл Стріп з фільму „Диявол носить Prada“». Також акторка чудово розкрила свою героїню, яка спочатку була байдужа і самозакохана, а згодом стала більш м'якою і людяною. Томпсон за цю роль була номінована на премію «Золотий глобус» за найкращу жіночу роль у комедії або мюзиклі.
У 2021 році вийшов успішний фільм «Круелла» від Walt Disney Pictures, в якому Томпсон зіграла головну лиходійку – Баронесу фон Геллман. Більшість і глядачів, і критиків позитивно відгукнулись про фільм та гру двох головних героїнь — Емми Томпсон і Емми Стоун. Зокрема, кінокритика зазначала, що зла героїня Томпсон вийшла настільки холодною, що «Томпсон дала баронесі можливість охолодити кімнату одним поглядом і вміння жахати лакея одним словом». В рецензії видання The New York Times Топсон у цій ролі назвали «неймовірно елегантною і диявольською». Крім цього, критика позитивно відгукнулась про те, що Томпсон змогла показати свою героїню максимально лихою: «Баронеса Томпсон вийшла як справжня велика лиходійка. Вона небезпечний нарцис і однозначне чудовисько, людина, яка заслуговує на те, щоб її принизили, зганьбили і нарешті скинули з трону».

## Особисте життя

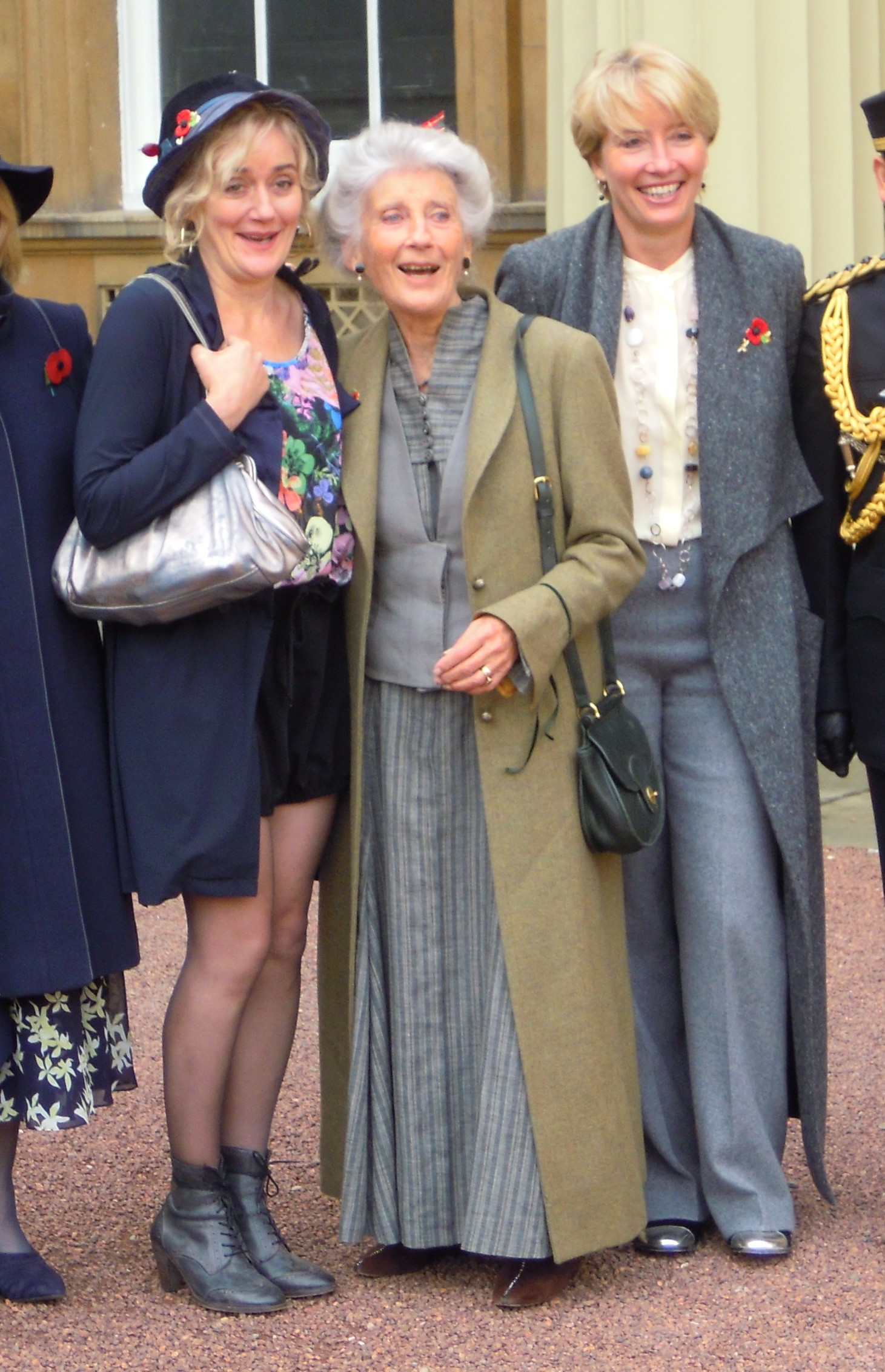
З матір'ю, акторкою Філлідою Лоу (в центрі), та сестрою, акторкою Софі Томпсон (ліворуч), 2014 рік

Наприкінці 1970-х — на початку 1980-х рр. акторка зустрічалася із Г'ю Лорі, разом із яким брала участь у театральному клубі «Рампа».
У 1989—1995 роках була одружена з актором і режисером Кеннетом Браною.
У 2003 році одружилася з актором, сером Ґреґом Вайзом (англ. Greg Wise), з яким познайомилась у 1995 р. на зйомках фільму «Розум і почуття». Пара має дочку Гаю (англ. Gaia), яку Томпсон народила в 1999 році, та усиновленого сина-руандійця Тиндиєбуа Агабу (англ. Tindyebwa Agaba), родина якого загинула під час геноциду, а сам він деякий час був дитиною-солдатом.
Емма Томпсон не має другого особистого імені (англ. middle name), традиційного в західному світі.

## Активізм
Емма Томпсон є прихильницею лейбористської партії Великої Британії (лівоцентризм) і Партії рівності жінок. 

### Фемінізм
Томпсон називає себе феміністкою (і згадує, що «у 19 була радикальною феміністкою»). Вона зауважує, що слово "фемінізм" демонізували, адже багато жінок, в тому числі молодих голлівудських акторок, навіть не розуміють його справжнього сенсу і часто відповідають, що не поділяють фемінізм. В одному з інтерв'ю Томпсон висловилась на цю тему: «Це дивно. Будь-яка жінка, яка каже, що не феміністка, фактично каже, що не вірить у рівні права жінок».
Томпсон часто в своїх інтерв'ю та відкритих листах піднімає питання рівної оплати праці для жінок та боротьби з домашнім насильством.. Вона також підіймає питання важливості сексуальної освіти та безпеки дітей від педофілів. В інтерв'ю британському Daily Mail Томпсон розповіла, що до неї у 8-річному віці сексуально приставав аніматор-чарівник на святкуванні дня народження та насильно поцілував у рот: «Я думала, що це моя провина. Діти завжди думають, що це їхня провина».
Емма Томпсон фінансово підтримала фонд матеріальної підтримки жінок, які йдуть у політику. В інтерв'ю виданню The Guardian Томпсон роз'яснила: «Жінкам часто потрібна додаткова допомога, щоб подолати численні бар'єри для входу в політику. Наша політична система була побудована для чоловіків. Нам потрібні жінки різного походження та з різним життєвим та професійним досвідом, щоб бути обраними і щоб система працювала для більшості людей, а не лише для кількох провідних груп».

### Екозахист
Емма Томпсон є прихильницею екологічної організації Грінпіс. У 2009 році Томпсон викупила частину землі біля аеропорту Лондон-Хітроу через те, що планувалось суттєве розширення аеропорту і кількості авіарейсів. На думку екологів така дія суттєво збільшила б рівень шуму і забруднення навколишньої території. Томпсон і ще троє активістів викупили землю і таким чином заблокували забудову.
У серпні 2014 року Томпсон з 14-річною дочкою Гаєю вирушила в експедицію Грінпіс «Зберегти Арктику». Цей проєкт має на меті підвищити обізнаність про глобальне потепління, танення льодовиків і небезпеку буріння нафти в Арктиці. Топмсон була учасницею та спікеркою на Народному марші проти змін клімату в Лондоні. Вона відвідувала Швецію, де на конференції разом з іншими європейськими екологами закликала Норвегію не розширювати кількість точок з буріння нафти в Арктиці.

## Емма Томпсон і Україна
У 2022 році підтримала Україну після початку повномасштабного російського вторгнення. Акторка курувала Комітет, що опікується біженцями, та виступала за спрощення оформлення віз для українців. У березні 2022 року взяла участь у багатотисячній демонстрації на підтримку України у Лондоні, прочитавши англійською мовою вірш Тараса Шевченка «Сонце заходить, гори чорніють», а через два роки привітала Ліну Костенко з 94-річчям, прочитавши англійською мовою її вірш «Крила». «Я щодня думаю про вас [український народе], залишаючись в єдності з Україною та заради неї» — казала Емма Томпсон.

## Фільмографія
| Рік  | Назва українською                          | Оригінальна назва                         | Персонажка                                          |
| ---- | ------------------------------------------ | ----------------------------------------- | --------------------------------------------------- |
| 1989 | Генріх V                                   | Henry V                                   | Катерина Валуа                                      |
| 1990 | Довгов'язий                                | The Tall Guy                              | Кейт Леммон                                         |
| 1991 | Померти знову                              | Dead Again                                | Грейс / Маргарет Штраус                             |
| 1991 | Експромт                                   | Impromptu                                 | герцогиня Д'Антан                                   |
| 1992 | Маєток Говардс Енд                         | Howards End                               | Маргарет Шлеґель                                    |
| 1992 | Друзі Пітера                               | Peter's Friends                           | Меггі Честер                                        |
| 1993 | Багато галасу з нічого                     | Much Ado About Nothing                    | Беатріс                                             |
| 1993 | У присмерках дня                           | The Remains of the Day                    | міс Кентон                                          |
| 1993 | В ім'я батька                              | In the Name of the Father                 | Герет Пірс                                          |
| 1993 | Наприкінці дня                             | The Remains of the Day                    | Сара Кентон, економка                               |
| 1994 | Джуніор                                    | Junior                                    | докторка Діана Реддін                               |
| 1995 | Розум і почуття                            | Sense and Sensibility                     | Елінор Дешвуд                                       |
| 1995 | Каррінгтон                                 | Carrington                                | Дора Каррінгтон                                     |
| 1997 | Зимовий гість                              | The Winter Guest                          | Френсіс                                             |
| 1998 | Основні кольори                            | Primary Colors                            | Сюзан Стентон                                       |
| 1998 | Поцілунок Юди                              | Judas Kiss                                | Седі Гокінз                                         |
| 2000 | Все можливо, Бебі                          | Maybe Baby                                | Друзілла                                            |
| 2002 | Планета скарбів                            | Treasure Planet                           | капітанка Амелія (озвучення)                        |
| 2003 | Мріючи про Аргентину                       | Imagining Argentina                       | Сесілія                                             |
| 2003 | Реальна любов                              | Love Actually                             | Карен                                               |
| 2003 | Янголи в Америці                           | Angels in America                         | сестра Емілі / безпритульна жінка / янгол в Америці |
| 2004 | Гаррі Поттер і в'язень Азкабану            | Harry Potter and the Prisoner of Azkaban  | професорка Сивіла Трелоні                           |
| 2005 | Моя жахлива няня                           | Nanny McPhee                              | няня Матильда МакФі                                 |
| 2006 | Персонаж                                   | Stranger than Fiction                     | Карен Ейфелл                                        |
| 2007 | Гаррі Поттер і Орден Фенікса               | Harry Potter and the Order of the Phoenix | професорка Сивіла Трелоні                           |
| 2007 | Я — легенда                                | I Am Legend                               | докторка Еліс Криппін                               |
| 2008 | Повернення до Брайдсгеду                   | Brideshead Revisited                      | леді Марчмейн                                       |
| 2008 | Освіта                                     | An Education                              | директорка                                          |
| 2008 | Останній шанс Харві                        | Last Chance Harvey                        | Кейт Вокер                                          |
| 2009 | Рок-хвиля                                  | The Boat That Rocked                      | Шарлот                                              |
| 2010 | Моя жахлива няня 2                         | Nanny McPhee and the Big Bang             | няня Матильда Макфі                                 |
| 2010 | Пісня ланчу                                | The Song of Lunch                         | Вона                                                |
| 2011 | Гаррі Поттер і Смертельні Реліквії         | Harry Potter and the Deathly Hallows      | професорка Сивіла Трелоні                           |
| 2012 | Люди в чорному 3                           | Men in Black 3                            | агентка Оу                                          |
| 2013 | Порятунок містера Бенкса                   | Saving Mr. Banks                          | Памела Ліндон Треверс                               |
| 2017 | Історії сім'ї Мейровіц                     | The Meyerowitz Stories                    | Морін                                               |
| 2017 | Закон щодо дітей                           | The Children Act                          | Фіона Мей                                           |
| 2017 |                                            | Upstart Crow                              | Єлизавета I                                         |
| 2018 | Король Лір                                 | King Lear                                 | Гонеріл (Гонерілья)                                 |
| 2018 | Агент Джонні Інгліш: Нова місія            | Johnny English Strikes Again              | прем'єр-міністерка                                  |
| 2019 | Люди в чорному: Інтернешнл                 | Men in Black: International               | глава американського підрозділу ЛВЧ агентка Оу      |
| 2019 | Серіал Роки і роки                         | Years and years                           | скандальна політична діячка Вів'єн Рук              |
| 2019 |                                            | How to Build a Girl                       | Аманда                                              |
| 2019 | Вимирання (короткометражний)               | Extinction                                |                                                     |
| 2019 | Щасливого Різдва                           | Last Christmas                            | Петра                                               |
| 2019 | Дулітл: Прослуховування (короткометражний) | Dolittle — Auditions                      | папуга Полі (Полінезія) — голос                     |
| 2020 | Дулітл                                     | Dolittle                                  | папуга Полі (Полінезія) — голос                     |
| 2021 | Круелла                                    | Cruella                                   | Баронеса фон Геллман                                |
| 2022 | Успіхів тобі, Лео Гранд                    | Good Luck to You, Leo Grande              | Ненсі Стоукс                                        |
| 2022 | Матильда: Мюзикл                           | Matilda                                   | міс Тренчбулл                                       |
| 2025 | Бріджит Джонс: Закохана у хлопця           | Bridget Jones: Mad About the Boy          | доктор Роулінгс                                     |